# Bilo jednom u Hrvatskoj
Bilo jednom u Hrvatskoj šesti je studijski album hrvatskog pjevača Marka Perkovića Thompsona. Album je 2006. godine objavila diskografska kuća Croatia Records.
Ovaj album je polučio uspješnice "Početak", "Dolazak Hrvata", "Moj dida i ja", "Kletva kralja Zvonimira", "Neka ni'ko ne dira u moj mali dio svemira", "Diva Grabovčeva" i "Ratnici svjetla".

## Popis pjesama
1. "Početak" (6:44)
2. "Dolazak Hrvata" (4:46)
3. "Duh ratnika" (5:57)
4. "Diva Grabovčeva" (5:44)
5. "Moj dida i ja" (4:44)
6. "Neka ni'ko ne dira u moj mali dio svemira" (4:17)
7. "Lipa Kaja" (3:49)
8. "Kletva kralja Zvonimira" (5:14)
9. "Ratnici svjetla" (4:02)
10. "Dan dolazi" (5:42)
11. "Tamo gdje su moji korijeni" (3:56)
12. "Sine moj" (4:10)